# Ammopolia griseivinosa
Ammopolia griseivinosa là một loài bướm đêm trong họ Noctuidae.